# Зверев, Алексей Матвеевич
Алексе́й Матве́евич Зве́рев (21 октября 1939, Новопетровское (Московская область) — 14 июня 2003) — русский филолог, литературный критик и переводчик, специалист по американской литературе XX века.
Доктор филологических наук (1983), профессор кафедры сравнительной истории литератур историко-филологического факультета РГГУ.

## Биография
Алексей Матвеевич Зверев родился 21 октября 1939 года в Ново-Петровском (Московская область).
В 1963 году окончил филологический факультет МГУ, в 1972 году защитил кандидатскую диссертацию (тема «Развитие реалистического направления в поэзии США 10-х годов XX века», в 1983 году защитил докторскую диссертацию. C 1974 по 1992 год — сотрудник Института мировой литературы РАН, с 1992 года — профессор кафедры зарубежной литературы РГГУ.
Публиковаться начал с 1966 года. Наибольшую известность Алексею Звереву принесли его работы по американской литературе XX века — «Джек Лондон» (1975), «Модернизм в литературе США» (1979), «Мир Марка Твена» (1985) и другие. Сотрудничал с ведущими литературными изданиями России, в том числе с журналами «Литературное обозрение», «Вопросы литературы», «Иностранная литература», с 2000 по 2003 год являлся заместителем главного редактора последней.
Являлся членом Союза писателей России, награждён медалью «В память 850-летия Москвы».
Умер 14 июня 2003 года. Похоронен на Щербинском кладбище.